# Tapa község

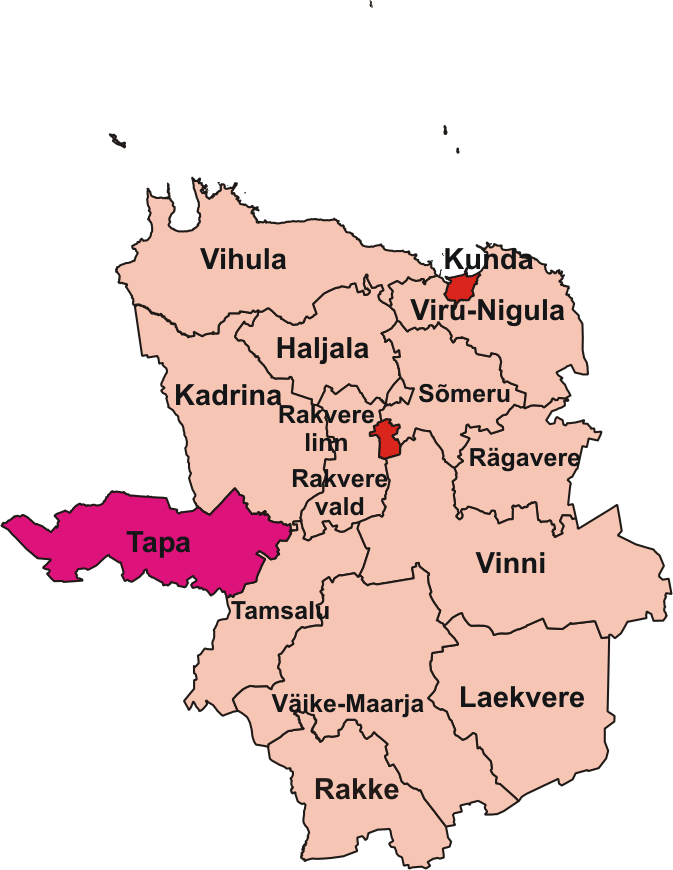
Tapa község elhelyezkedése Lääne-Viru megyében a 2005–2017 közötti közigazgatási rendszerben

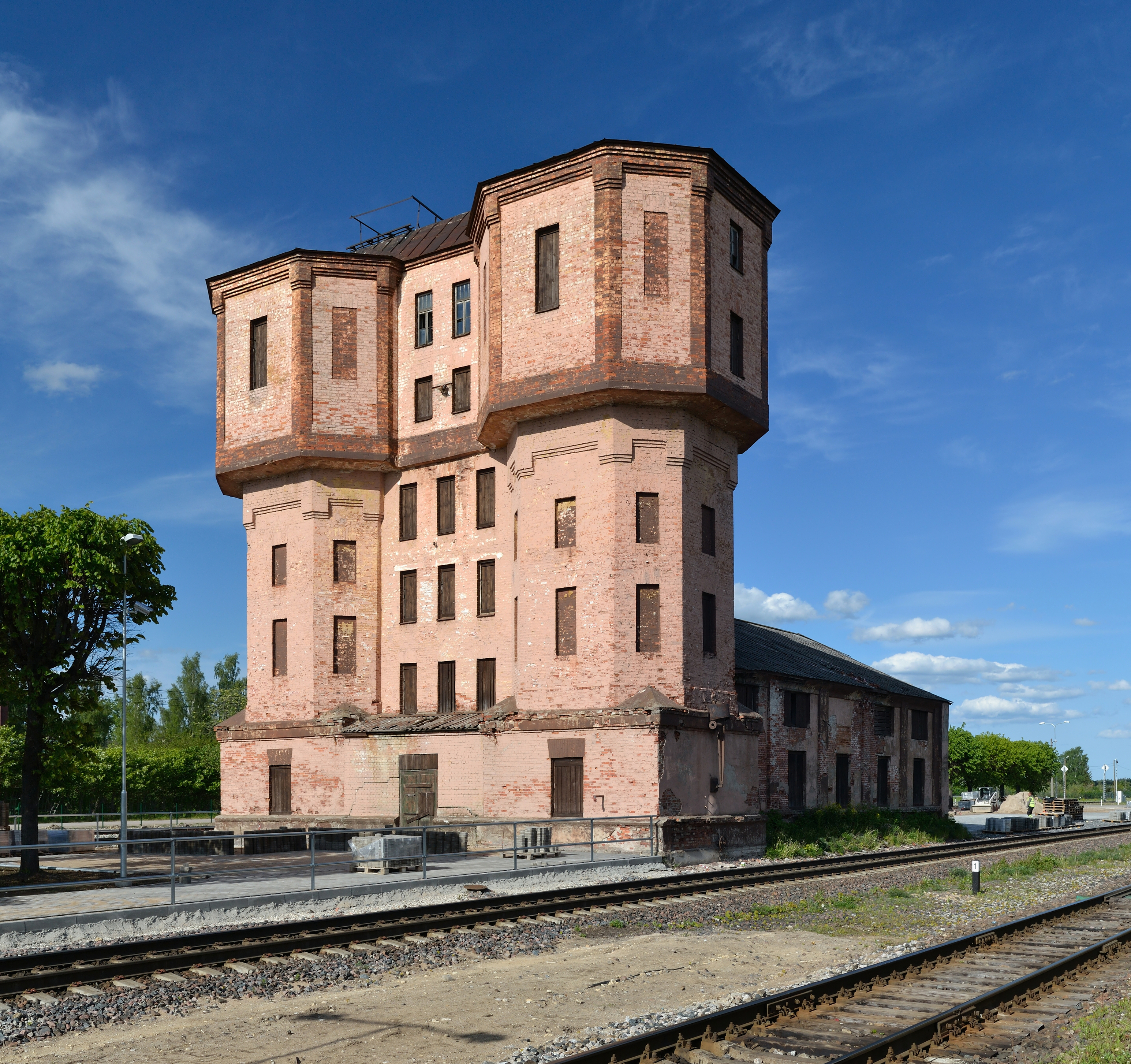
Víztorony a tapai vasútállomáson

Tapa község (észtül: Tapa vald) helyi önkormányzattal rendelkező közigazgatási egység Lääne-Viru megyében. A 2017. októberi közigazgatási reform során hozták létre a korábbi Tapa község és Tamsalu község összevonásával. Székhelye Tapa város, amely azonban saját önkormányzattal rendelkező községi jogú város.

## Földrajza
Lääne-Viru (Nyugat-Viru) megye nyugati részén helyezkedik el. Területe 479,66 km², lakossága 2020. január 1-jén 10 761 fő (2019. január 1-jén 10 902 fő) volt. Népsűrűsége 22,4 fő/km².
A község területének jelentős részén a Pandiverei-dombságon terül el, a nyugati és északi része a síkvidéki jellegű Kõrvemaa földrajzi régióhoz tartozik, amely a Kõrvemaa natúrparknak is helyet ad. 

## Története
Tapa központú közigazgatási egység csak 2005-ben jött létre először. A jelenlegi területe korábban más közigazgatási egységekhez tartozott.
Az 1938-as észt reform nyomán létrejött közigazgatási rendszerben a község jelenlegi területe az akkori Lehtse és Vajangu községekhez tartozott.
Az Észt SZSZK idején Tapa központtal 1950–1962 között létezett a Tapai járás, amelyet a korábbi észt közigazgatásra jellemző megyerendszer felszámolásakor hoztak létre. 1952–1953-ban rövid ideig a Tapai járás a Tallinni területhez (Tallinszaja oblaszty) tartozott. A járást 1962-ben megszüntették és összevonták a Paidei járással.
Észtország függetlenségének 1991-es visszaállítása után a közigazgatásban visszaállították a hagyományos észt községek rendszerét. Tapa központtal csak a 2005-ös közigazgatási reform eredményeként jött létre újra község. Akkor Tapa város, Saksi község és Lehtse község összevonásával hozták létre Tapa községet. Saksi község két faluja, Kiku és Salda azonban Kadrina községhez csatlakozott. A jelenlegi Tapa község a 2017-es közigazgatási reform eredményeként jött létre a korábbi Tapa község és Tamsalu község összevonásával.

## Közlekedés

### Vasút
Tapa jelentős vasúti csomópont, ahol három jelentős forgalmú vasútvonal, a Tallinn–Tapa, Narva–Tapa és Tartu–Tapa vonalak találkoznak. A község területén három vasútállomás (Nõmmküla, Tamsalu, Tapa) és hét vasúti megállóhely (Jäneda, Lehtse) található.
A község területén található Tamsalu volt az 1920 és 1972 között működött Türi–Paide–Tamsalu keskeny nyomtávolságú vasútvonal egyik végállomása. Az egykori vasútvonal töltésén napjainkra kerékpárral is járható túraútvonalat építettek ki.

### Közúti közlekedés
A községen áthalad a Pärnu–Rakvere közötti 5. sz. főút.

## Gazdaság és intézmények
A község legnagyobb munkaadói közé tartozik a vasút és az észt hadsereg.
A község hivatalos lapja a havonta megjelenő Sõnumed.
Tapa várostól délre helyezkedik el az Észt Fegyveres erőknek az egykori tapai katonai repülőtér helyén létesített katonai bázisa.

## Települések

### Városok
- Tamsalu
- Tapa

### Kisvárosok
- Lehtse
- Sääse

### Falvak
| - Aavere - Alupere - Araski - Assamalla - Imastu - Jootme - Jäneda - Järsi | - Järvajõe - Kadapiku - Kaeva - Karkuse - Kerguta - Koiduküla - Koplitaguse - Kuie | - Kullenga - Kursi - Kuru - Kõrveküla - Lemmküla - Linnape - Loksa - Loksu | - Lokuta - Läpi - Läste - Metskaevu - Moe - Naistevälja - Nõmmküla - Näo | - Patika - Piilu - Piisupi - Porkuni - Pruuna - Põdrangu - Rabasaare - Raudla | - Rägavere - Räsna - Saiakopli - Saksi - Sauvälja - Savalduma - Tõõrakõrve - Türje | - Uudeküla - Vadiküla - Vahakulmu - Vajangu - Vistla - Võhmetu - Võhmuta |

## Önkormányzati vezetők
A községi önkormányzat vezetője (észtül: volikogu esimees):
- Toomas Uudeberg (2017–2018)[4]
- Maksim Butšenkov (2018-tól)

Elöljáró (polgármester, észtül: vallavanem):
- Alari Kirt (2017–2018)
- Riho Tell (2018-tól)[5]